# Favorinus ghanensis
Favorinus ghanensis is een slakkensoort uit de familie van de Facelinidae. De wetenschappelijke naam van de soort is voor het eerst geldig gepubliceerd in 1968 door Edmunds.